# Alexandre-Nicolas Courtois
Alexandre-Nicolas Courtois, né le 24 novembre 1758 à Longuyon et guillotiné le 12 janvier 1794 à Paris, est un jurisconsulte français.

## Biographie
Après avoir débuté au barreau de Nancy, en 1783, Courtois a quitté cette profession pour suivre ses gouts littéraires. Membre des académies de Châlons et d’Arras, lauréat de celles de Nancy, de Besançon, de Rouen, etc., il est devenu successivement rédacteur du Journal de Deux-Ponts, du Journal général de l'Europe, imprimé à Herve, en pays Liégeois, des Mélanges de Littérature et de Politique, imprimés à Luxembourg et de plusieurs autres feuilles françaises et étrangères.
Élu, en 1789, membre du district de Longwy, puis de l’administration du département de la Moselle, il a été délégué en qualité de commissaire national dans les Flandres orientale et maritime par le ministre Lebrun, en 1792. Nommé, le 19 juin 1793, accusateur public près le tribunal militaire de l’armée de la Moselle, il fut bientôt décrété d’accusation, comme modéré. Il s’est alors retiré à Longuyon, et il y remplissait les fonctions de juge au tribunal civil lorsqu’il a été arrêté avec toute l’administration départementale et conduit à Paris.
Condamné à mort, il a écouté son arrêt avec calme, et il est monté à l’échafaud en chantant la Marseillaise. Le même jour deux de ses frères tombaient blessés en combattant dans les armées françaises. Il était lié avec Bernardin de Saint-Pierre, Nicolas François de Neufchâteau, l’abbé Grégoire, Lacretelle, Palissot, Pilâtre de Rozier, etc.

## Publications
- Isocrate, le prêtre Testis unus et l’abbé Thise, 1791 (Collection Les archives de la Révolution française, p. 1-13).
- Observations pour la ville de Longuion, du département de la Moselle, Paris, an II, in-12.Mémoire dans le but d’obtenir l’établissement d’un tribunal à Longuion.
- Idées sur l’estime du marc d’argent, nouvelle mesure de la valeur des hommes, donnée par la majorité en voix de l’Assemblée nationale, in-12.Le but était de démontrer qu’une loi qui faisait découler de la richesse les droits à l’éligibilité législative consacrait l’aristocratie des riches et s’établissait en France que des oppresseurs et des opprimés.
- Réflexions sur une brochure nouvelle intitulée : Ultimatum, in-12.
- La Grille, conte gascon, publié dans le Journal de Deux-Ponts.
- plusieurs pièces de poésies insérées dans les journaux du temps ou restées manuscrites.